# Castelul Aigen

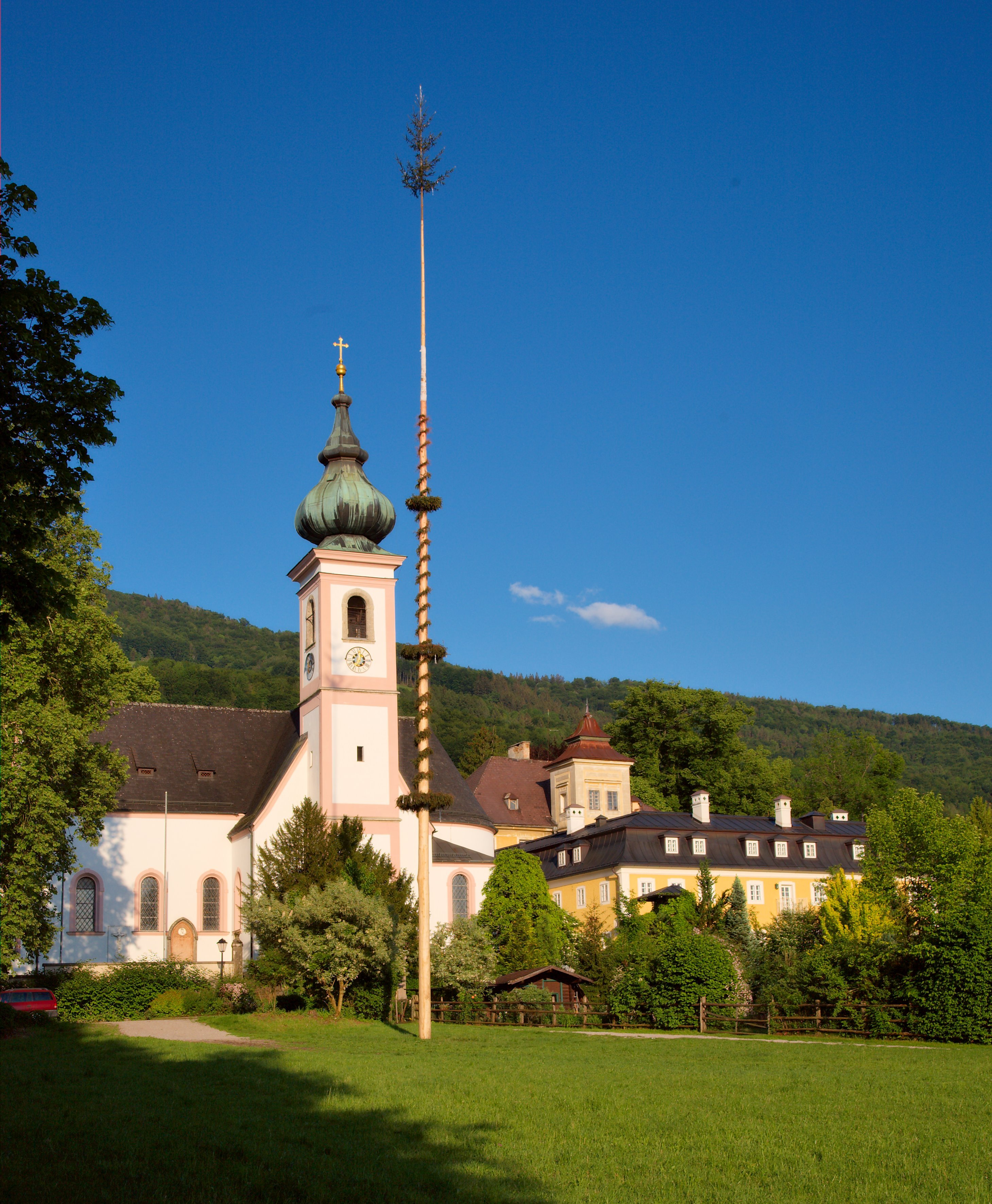
Castelul Aigen

Schloss Aigen este un castel, o reședință nobiliară situată în sudul orașului Salzburg, cunoscut azi sub numele cartierului Aigen (Salzburg). El se află la poalele muntelui Gaisberg. Schloss Aigen, din anul 1921 este proprietatea familiei Revertera. Castelul în prezent este în parte nelocuit, el necesită o serie de lucrări de renovare. Clădirea anexă din nord este folosit ca local  „Gasthof Schloss Aigen“. În regiunea castelului este un parc natural cu căderi de apă. Castelul oferă pentru vizitatori și locuri de camping.